# Brécey
Brécey (pronuncilo : /bʁese/) è un comune francese di 2 340 abitanti situato nel dipartimento della Manica nella regione della Normandia.

## Società

### Evoluzione demografica
Abitanti censiti